# Иоанн (трапезундский евнух)
Иоанн (ср.-греч. Ιωάννης) по прозвищу «Евнух» (ср.-греч. Ευνούχος; уб. в марте 1344, Лимния) — трапезундский высший сановник, евнух, занимавший пост великого дуки флота. Одно из важных действующих лиц трапезундской политики первой половины XIV века. Организатор крупного восстания против императора Василия Великого Комнина и участник гражданской войны в Трапезунде, придерживавшийся провизантийских позиций.

## Биография
В источниках отсутствуют какие либо данные о происхождении Иоанна, однако в историографии Трапезунда существует предположение, что он не принадлежал ни к одному из кланов и ни к одной из известных аристократических семей империи. В связи с этим свою карьеру он делал лишь благодаря своим навыкам, а не происхождению. Проживая в Лимнии, городе на побережье Чёрного моря и военно-морской базе Трапезунда, он занимал должность великого дуки флота, то есть фактически командовал всеми военно-морскими силами империи. Отсюда он сыграл важную роль во внутренней политике Трапезунда.
В 30-х годах XIV века после недолгого правления императора Андроника III Великого Комнина (1330—1332) власть перешла к его сыну Мануилу (январь—сентябрь 1332 года). Когда последний был убит, на престол взошёл его дядя Василий, который опирался уже на Константинополь, — его правление поддерживали византийские императоры-Палеологи и провизантийская знать. Он даже прибыл на царствование из столицы Византии и начал репрессии и чистки против знати негреческого происхождения. Василий вступил в брак с Ириной, внебрачной дочерью Андроника III, однако брак был неудачным, и вскоре он женился на другой Ирине, от которой уже имел двух сыновей, что вызвало гнев в Константинополе. Именно в этот период имя Иоанна впервые появляется в источниках. По информации Михаила Панарета, он принимал участие в убийстве Мануила II. В частности византинист Фёдор Успенский указывает, что после прибытия Василия некий евнух в звании великого дуки поднял восстание против Мануила и что последний был убит в ходе него. Этот факт указывает на то, что Иоанн придерживался проконстантинопольской линии, что подтверждается и его дальнейшими действиями.
Несколько лет спустя в империи началась гражданская война. 6 апреля 1340 года Василий внезапно скончался, и трон заняла его бывшая жена Ирина Палеологиня, которая по мнению многих в империи была причастна к его смерти. Ирина не была законной наследницей, так как в частности не происходила из дома Великих Комнинов (на «нерушимый закон трапезундцев» о том, что ими должен править кто-то из потомков Комнинов указывал, например, византийский историк Никифор Григора), а также имела тесные связи с Византией, в связи с чем местная аристократия во многом выступила против неё. Иоанн же, выражая свою провизантийскую позицию, встал на сторону Ирины, хотя изначально под его контролем организовалась третья сила, укрепившаяся в Лимнии, что находилась в двух стадиях к западу от столицы империи. В источниках есть упоминание того факта, что 3 июля 1340 года Иоанн взял с собой крупное войско и прибыл из Лимнии в Трапезунд. При его поддержке в июле 1340 года монастырь святого Евгения был взят и частично сожжён. Иоанн взял в плен нескольких политических противников, и минимум одного из них казнил. Ситуация временно стабилизировалась, однако вскоре власть захватила Анна Великая Комнина, которую тоже вскоре убили, и гражданская война продолжилась.
Иоанна убили посреди гражданской войны в марте 1344 года. Обстоятельства этого события не выяснены. Впрочем, сербский византинист Радивой Радич считает разумным предположение о том, что за убийством стояли политические противники Иоанна. В частности об этом говорит и тот факт, что в его Лимнии содержался Михаил Великий Комнин, который стал императором вскоре после убийства. Византинист С. П. Карпов со ссылкой на историков Никифора Григору и Михаила Панарета писал, что Иоанн поддерживал действующего императора и сына Михаила Иоанна III.

## Благотворительность
Иоанн имел репутацию великого покровителя монастырей и благотворителя. Именно он основал Монастырь Панагии Феоскепастос и монастырь Форос в Заморье. Последний он всячески финансировал, равно как и монастырь Панагия Сумела.